# Liste der Kulturdenkmale in Gruna (Nossen)
In der Liste der Kulturdenkmale in Gruna sind die Kulturdenkmale des Nossener Ortsteils Gruna verzeichnet, die bis April 2021 vom Landesamt für Denkmalpflege Sachsen erfasst wurden (ohne archäologische Kulturdenkmale). Die Anmerkungen sind zu beachten.
Diese Aufzählung ist eine Teilmenge der Liste der Kulturdenkmale in Nossen.

## Gruna
| Bild           | Bezeichnung                                                                              | Lage                                  | Datierung                                                    | Beschreibung | ID       |
| -------------- | ---------------------------------------------------------------------------------------- | ------------------------------------- | ------------------------------------------------------------ | --- | -------- |
| Weitere Bilder | Denkmal für die Gefallenen des Ersten Weltkrieges                                        | An der Linde (Karte)                  | Nach 1918                                                    | Ortsgeschichtlich von Bedeutung | 09268483 |
| Weitere Bilder | Wohnstallhaus und Seitengebäude eines ehemaligen Dreiseithofes                           | An der Linde 4 (Karte)                | Ende 18. Jahrhundert                                         | Beide Gebäude mit Fachwerk, baugeschichtlich von Bedeutung. Fachwerk massiv untersetzt, mit Bauerngarten (Buchsbaumhecken). | 09268485 |
| Weitere Bilder | Wohnstallhaus, Scheune und Stallgebäude eines Bauernhofes                                | An der Linde 5 (Karte)                | Um 1800 (Seitengebäude); Bezeichnet mit 1863 (Wohnstallhaus) | Alle Gebäude mit Fachwerk, Seitengebäude mit ungewöhnlichem Vorbau und Laterne mit Uhr, geschlossen erhaltene, landschaftstypische Hofanlage, baugeschichtlich und wirtschaftsgeschichtlich von Bedeutung. Fachwerk massiv untersetzt, Wirtschaftsgebäude mit Türmchen. | 09268484 |
| Weitere Bilder | Wohnstallhaus und zwei Seitengebäude eines Vierseithofes sowie Torpfeiler der Hofzufahrt | Grunaer Hauptstraße 2 (Karte)         | Bezeichnet mit 1853, im Kern älter                           | Fachwerkbauten, rückwärtiges Seitengebäude mit Taubenschlag, geschlossen erhaltener Bauernhof, baugeschichtlich und wirtschaftsgeschichtlich von Bedeutung, Fachwerk massiv untersetzt                                                                                  | 09268480 |
| Weitere Bilder | Transformatorenstation                                                                   | Grunaer Hauptstraße 2 (neben) (Karte) | Anfang 20. Jahrhundert                                       | Zeugnis für die Elektrifizierung des Ortes, technikgeschichtlich von Bedeutung | 09304466 |
| Weitere Bilder | Wohnstallhaus eines ehemaligen Vierseithofes                                             | Grunaer Hauptstraße 3 (Karte)         | Bezeichnet mit 1827                                          | Obergeschoss Fachwerk, Segmentbogenportal, zeit- und landschaftstypisches Bauernhaus, baugeschichtlich von Bedeutung. Fachwerk massiv untersetzt, leerstehend. | 09268481 |
| Weitere Bilder | Wohnhaus und Scheune eines Bauernhofes                                                   | Grunaer Hauptstraße 4 (Karte)         | Bezeichnet mit 1827, im Kern 18. Jahrhundert                 | Beide Gebäude mit Fachwerk, Scheune Ende des 19. Jahrhunderts überformt, ortsbildprägender Bauernhof, baugeschichtlich und wirtschaftsgeschichtlich von Bedeutung. - Wohnhaus: Fachwerk massiv untersetzt, Krüppelwalmdach - Scheune: Fachwerk teilweise erhalten       | 09268482 |

## Tabellenlegende
- Bild: Bild des Kulturdenkmals, ggf. zusätzlich mit einem Link zu weiteren Fotos des Kulturdenkmals im Medienarchiv Wikimedia Commons. Wenn man auf das Kamerasymbol klickt, können Fotos zu Kulturdenkmalen aus dieser Liste hochgeladen werden:
- Bezeichnung: Denkmalgeschützte Objekte und ggf. Bauwerksname des Kulturdenkmals
- Lage: Straßenname und Hausnummer oder Flurstücknummer des Kulturdenkmals. Die Grundsortierung der Liste erfolgt nach dieser Adresse. Der Link (Karte) führt zu verschiedenen Kartendiensten mit der Position des Kulturdenkmals. Fehlt dieser Link, wurden die Koordinaten noch nicht eingetragen. Sind diese bekannt, können sie über ein Tool mit einer Kartenansicht einfach nachgetragen werden. In dieser Kartenansicht sind Kulturdenkmale ohne Koordinaten mit einem roten bzw. orangen Marker dargestellt und können durch Verschieben auf die richtige Position in der Karte mit Koordinaten versehen werden. Kulturdenkmale ohne Bild sind an einem blauen bzw. roten Marker erkennbar.
- Datierung: Baubeginn, Fertigstellung, Datum der Erstnennung oder grobe zeitliche Einordnung entsprechend des Eintrags in der sächsischen Denkmaldatenbank
- Beschreibung: Kurzcharakteristik des Kulturdenkmals entsprechend des Eintrags in der sächsischen Denkmaldatenbank, ggf. ergänzt durch die dort nur selten veröffentlichten Erfassungstexte oder zusätzliche Informationen
- ID: Vom Landesamt für Denkmalpflege Sachsen vergebene, das Kulturdenkmal eindeutig identifizierende Objekt-Nummer. Der Link führt zum PDF-Denkmaldokument des Landesamtes für Denkmalpflege Sachsen. Bei ehemaligen Kulturdenkmalen können die Objektnummern unbekannt sein und deshalb fehlen bzw. die Links von aus der Datenbank entfernten Objektnummern ins Leere führen. Ein ggf. vorhandenes Icon  führt zu den Angaben des Kulturdenkmals bei Wikidata.